# Tuần Giáo (thị trấn)
Tuần Giáo là thị trấn huyện lỵ của huyện Tuần Giáo, tỉnh Điện Biên, Việt Nam.

## Địa lý
Thị trấn Tuần Giáo nằm ở cửa ngõ phía đông tỉnh Điện Biên, có vị trí địa lý:
- Phía bắc giáp xã Quài Cang
- Phía đông giáp xã Quài Cang và xã Quài Tở
- Phía nam giáp các xã Quài Tở, Tênh Phông và Chiềng Sinh
- Phía tây giáp xã Chiềng Sinh, Nà Sáy và xã Mường Thín.

Thị trấn Tuần Giáo có diện tích 17,22 km², dân số năm 2022 là 8.512 người,  mật độ dân số 494 người/km².
Thị trấn Tuần Giáo có hai tuyến quốc lộ chính đi qua: Quốc lộ 279 (Tuần Giáo – Điện Biên) và Quốc lộ 6 (Tuần Giáo – Mường Lay).

## Hành chính
Thị trấn Tuần Giáo được chia thành 10 khối phố: 20/7, Đoàn Kết, Đồng Tâm, Huổi Củ, Sơn Thủy, Tân Tiến, Tân Giang, Thắng Lợi, Tân Thủy, Trường Xuân và 5 bản: Đông, Lập, Chiềng Chung, Chiềng Khoang, Nong Tấu.

## Lịch sử
Thị trấn Tuần Giáo được thành lập từ ngày 7 tháng 4 năm 1965 trên cơ sở một phần diện tích và dân số của xã Quài Cang.
Ngày 9 tháng 10 năm 2017, UBND tỉnh Điện Biên ban hành Quyết định số 927/QĐ-UBND về việc công nhận thị trấn Tuần Giáo là đô thị loại V.
Ngày 6 tháng 12 năm 2019, HĐND tỉnh Điện Biên ban hành Nghị quyết số 148/NQ-HĐND về việc:
- Thành lập bản Nong Tấu trên cơ sở bản Nong và bản Tấu.
- Sáp nhập bản Chiềng An vào bản Chiềng Chung.
- Sáp nhập bản Huổi Hạ vào Bản Lập.